# Andy Schleck
Andy Schleck (* 10. června 1985, Lucemburk) je bývalý lucemburský silniční profesionální cyklista jezdící od roku 2011 za ProTour stáj Leopard Trek, kde závodí i jeho bratr Fränk Schleck. Andy Schleck se specializuje na celkové umístění na velkých etapových závodech. Na Tour de France obsadil dvakrát celkové druhé místo, jednou mu bylo přisouzeno vítězství na Tour de France 2010 až po téměř dvou letech, když bylo prvenství odebráno Albertu Contadorovi za doping. Třikrát získal i bílý trikot pro nejlepšího závodníka do 25 let.

## Celkové pořadí na velkých etapových závodech
|                 | 2007 | 2008 | 2009      | 2010      | 2011 |
| --------------- | ---- | ---- | --------- | --------- | ---- |
| Tour de France  | –    | 12.  | 2.        | 1.        | 2.   |
| Giro d'Italia   | 2.   | –    | –         | –         | –    |
| Vuelta a España | –    | –    | odstoupil | odstoupil |      |